# Kommunalwahl in der Türkei 2024

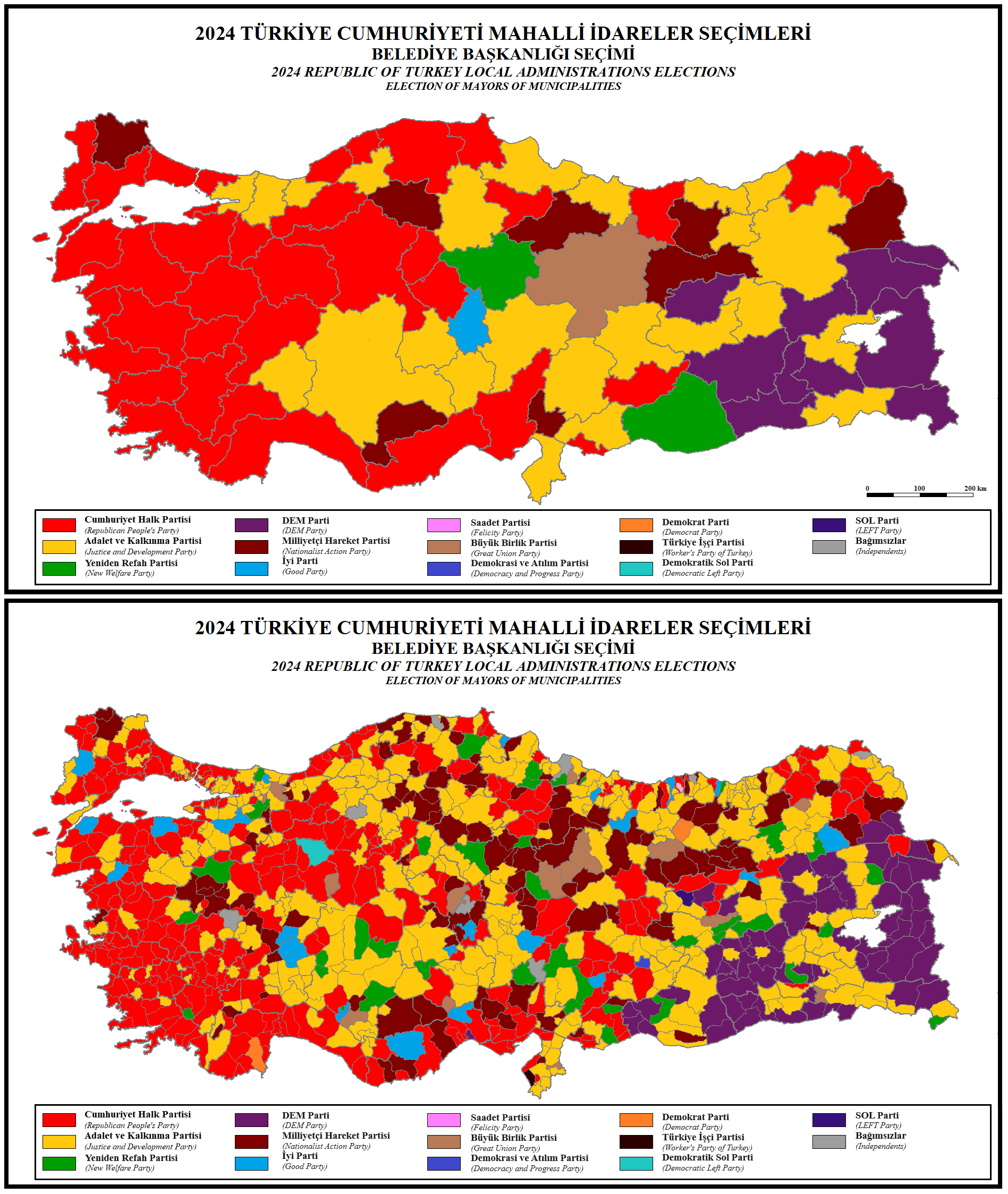
Karte der von Parteien gewonnenen Provinzen (oben) und Bezirke (unten)

Die Kommunalwahl in der Türkei 2024 fand am 31. März in allen 81 Provinzen der Türkei statt. Neben Ober- und Stadtteilbürgermeistern wurden Stadtrat und Provinzräte sowie die Muhtars gewählt.
Wahlsieger wurde die kemalistische CHP mit starken Zuwächsen in den Großstädten und auch in ländlicheren Gegenden. Sowohl bei den Oberbürgermeisterwahlen, als auch bei den Wahlen für die Provinzparlamente konnte man landesweit die meisten Stimmen gewinnen. Dies bedeutete auch, dass die AKP zum ersten Mal in ihrer Geschichte bei landesweiten Wahlen nicht auf dem ersten Platz landete.

## Hintergrund
Der Wahlkampf wurde von zwei übergeordneten Entwicklungen beeinflusst. Dies war zum einen eine massive Wirtschaftskrise mit einer aktuellen Inflation der Lira von über 67 Prozent. Dieser Wertverlust zog eine zunehmende Verarmung weiter Kreise der Bevölkerung nach sich. Zum anderen war es das schwere Erdbeben, zu dem es im Februar 2023 im Südosten der Türkei im Grenzgebiet zu Syrien gekommen war. Staatspräsident Erdoğan verwies darauf, dass dort, wo die Bevölkerung seiner Partei für Gerechtigkeit und Aufschwung (Adalet ve Kalkınma Partisi – AKP) keine Mehrheiten verschaffen würde, weniger staatliche Gelder zum Wiederaufbau fließen würden. Ebenfalls von besonderem Interesse für ihn war, die Bürgermeisterposten in den Großstädten Ankara und Istanbul, die die AKP bei der Wahl 2019 an die Republikanische Volkspartei (Cumhuriyet Halk Partisi – CHP) verloren hatte, zurückzuholen.
Als internationale Wahlbeobachter vor Ort waren 20 Mitglieder des Europarates. Die Delegation leitete der Schweizer David Eray.

## Ausgang
In den fünf größten Städten des Landes konnte sich die größte Oppositionspartei CHP durchsetzen – besonders deutlich in der Hauptstadt Ankara und in der bevölkerungsreichsten Metropole Istanbul. Erdoğan hatte die Rückeroberung des Bürgermeisteramts von Istanbul für seine AKP zu einem Hauptziel der Kommunalwahlen erklärt. Das deutliche Verfehlen dieses Ziels wurde als Niederlage Erdoğans bewertet.
Erstmals seit ihrer Gründung im Jahr 2001 wurde die AKP von Präsident Erdoğan in einer Kommunalwahl landesweit nur zweitstärkste Kraft. In mehreren Großstädten in Anatolien blieben Kandidaten der AKP allerdings erfolgreich, etwa in Konya und Erzurum. Im Osten der Türkei setzte sich die DEM in vielen Provinzen durch, zum Beispiel in Mardin, Diyarbakir, Batman und Van.

## Wahl des Bürgermeisters einer ganzen Provinzstadt
- Büyükşehir belediye başkanlığı seçimleri (30 Provinzstädte)

### Istanbul
| Kandidaten        | Kandidaten             | Parteien                               | Stimmen    | %    |
| ----------------- | ---------------------- | -------------------------------------- | ---------- | ---- |
|                   | Ekrem İmamoğlugewählt  | Cumhuriyet Halk Partisi                | 4.438.727  | 51,2 |
|                   | Murat Kurum            | Adalet ve Kalkınma Partisi             | 3.431.871  | 39,6 |
|                   | Mehmet Altınöz         | Yeniden Refah Partisi                  | 226.731    | 2,6  |
|                   | Azmi Karamahmutoğlu    | Zafer Partisi                          | 183.901    | 2,1  |
|                   | Meral Danış Beştaş     | Halkların Eşitlik ve Demokrasi Partisi | 183.827    | 2,1  |
|                   | Buğra Kavuncu          | İyi Parti                              | 54.241     | 0,6  |
|                   | Birol Aydın            | Saadet Partisi                         | 48.897     | 0,6  |
|                   | Emre Berk Hacıgüzeller | Memleket Partisi                       | 14.860     | 0,2  |
|                   | İdris Şahin            | Demokrasi ve Atılım Partisi            | 11.417     | 0,1  |
|                   | Burhanettin Aktürk     | Yeni Türkiye Partisi                   | 10.407     | 0,1  |
|                   | Sonstige               | –                                      | 62.815     | 0,7  |
| Gesamt            | Gesamt                 | Gesamt                                 | 8.667.694  | 100  |
|                   |                        |                                        |            |      |
| Ungültige Stimmen | Ungültige Stimmen      | Ungültige Stimmen                      | 302.683    | 3,4  |
| Wähler            | Wähler                 | Wähler                                 | 8.970.377  | 79,3 |
| Wahlberechtigte   | Wahlberechtigte        | Wahlberechtigte                        | 11.314.534 |      |
|                   |                        |                                        |            |      |
| Quelle: YSK       |                        |                                        |            |      |

#### Ankara
| Kandidaten        | Kandidaten            | Parteien                               | Stimmen   | %    |
| ----------------- | --------------------- | -------------------------------------- | --------- | ---- |
|                   | Mansur Yavaşgewählt   | Cumhuriyet Halk Partisi                | 2.001.722 | 60,5 |
|                   | Turgut Altınok        | Adalet ve Kalkınma Partisi             | 1.048.111 | 31,7 |
|                   | Suat Kılıç            | Yeniden Refah Partisi                  | 103.719   | 3,1  |
|                   | Hüseyin Bartu Soral   | Zafer Partisi                          | 49.970    | 1,5  |
|                   | Cengiz Topel Yıldırım | İyi Parti                              | 29.984    | 0,9  |
|                   | Gültan Kışanak        | Halkların Eşitlik ve Demokrasi Partisi | 26.500    | 0,8  |
|                   | Cafer Güneş           | Saadet Partisi                         | 14.799    | 0,4  |
|                   | Serkan Ünver          | Yeni Türkiye Partisi                   | 3.419     | 0,1  |
|                   | Zafer Burak Hasar     | Memleket Partisi                       | 5.380     | 0,2  |
|                   | Celal Mümtaz Akıncı   | Demokrasi ve Atılım Partisi            | 5.033     | 0,2  |
|                   | Sonstige              | –                                      | 19.460    | 0,6  |
| Gesamt            | Gesamt                | Gesamt                                 | 3.308.097 | 100  |
|                   |                       |                                        |           |      |
| Ungültige Stimmen | Ungültige Stimmen     | Ungültige Stimmen                      | 109.484   | 3,2  |
| Wähler            | Wähler                | Wähler                                 | 3.417.581 | 79,4 |
| Wahlberechtigte   | Wahlberechtigte       | Wahlberechtigte                        | 4.304.874 |      |
|                   |                       |                                        |           |      |
| Quelle: YSK       |                       |                                        |           |      |

vorläufige Ergebnisse

#### Izmir
| Kandidaten        | Kandidaten         | Parteien                               | Stimmen   | %    |
| ----------------- | ------------------ | -------------------------------------- | --------- | ---- |
|                   | Cemil Tugaygewählt | Cumhuriyet Halk Partisi                | 1.291.814 | 49,0 |
|                   | Hamza Dağ          | Adalet ve Kalkınma Partisi             | 977.895   | 37,1 |
|                   | Akın Birdal        | Halkların Eşitlik ve Demokrasi Partisi | 110.600   | 4,2  |
|                   | Ümit Özlale        | İyi Parti                              | 96.115    | 3,6  |
|                   | Naşit Birgüvi      | Zafer Partisi                          | 66.436    | 2,5  |
|                   | Cemal Arıkan       | Yeniden Refah Partisi                  | 24.428    | 0,9  |
|                   | Savaş Sarı         | Türkiye Komünist Partisi               | 9.392     | 0,4  |
|                   | Mustafa Erduran    | Saadet Partisi                         | 9.282     | 0,4  |
|                   | Burcu Bostancıoğlu | Demokrat Parti                         | 9.242     | 0,4  |
|                   | Cüneyt Oğuz        | Memleket Partisi                       | 8.989     | 0,3  |
|                   | Sonstige           | –                                      | 34.319    | 1,3  |
| Gesamt            | Gesamt             | Gesamt                                 | 2.638.512 | 100  |
|                   |                    |                                        |           |      |
| Ungültige Stimmen | Ungültige Stimmen  | Ungültige Stimmen                      | 95.595    | 3,5  |
| Wähler            | Wähler             | Wähler                                 | 2.734.107 | 79,0 |
| Wahlberechtigte   | Wahlberechtigte    | Wahlberechtigte                        | 3.459.970 |      |
|                   |                    |                                        |           |      |
| Quelle: Hürriyet  |                    |                                        |           |      |

#### Bursa
| Kandidaten        | Kandidaten                | Parteien                               | Stimmen   | %    |
| ----------------- | ------------------------- | -------------------------------------- | --------- | ---- |
|                   | Mustafa Bozbeygewählt     | Cumhuriyet Halk Partisi                | 860.490   | 47,6 |
|                   | Alinur Aktaş              | Adalet ve Kalkınma Partisi             | 693.031   | 38,4 |
|                   | Sedat Yalçın              | Yeniden Refah Partisi                  | 89.124    | 4,9  |
|                   | Yüksel Selçuk Türkoğlu    | İyi Parti                              | 40.953    | 2,3  |
|                   | Bayram Kazancı            | Zafer Partisi                          | 38.928    | 2,2  |
|                   | İhsan Seylan-Bilmez Erbağ | Halkların Eşitlik ve Demokrasi Partisi | 29.389    | 1,6  |
|                   | İkram Akkaya              | Saadet Partisi                         | 23.788    | 1,3  |
|                   | Zeki Kahraman             | Demokrasi ve Atılım Partisi            | 4.392     | 0,2  |
|                   | Ruşen Sever               | Memleket Partisi                       | 4.292     | 0,2  |
|                   | Nazif Kara                | Demokrat Parti                         | 4.070     | 0,2  |
|                   | Sonstige                  | –                                      | 18.436    | 1,0  |
| Gesamt            | Gesamt                    | Gesamt                                 | 1.806.893 | 100  |
|                   |                           |                                        |           |      |
| Ungültige Stimmen | Ungültige Stimmen         | Ungültige Stimmen                      | 76.452    | 4,1  |
| Wähler            | Wähler                    | Wähler                                 | 1.883.345 | 78,8 |
| Wahlberechtigte   | Wahlberechtigte           | Wahlberechtigte                        | 2.388.995 |      |
|                   |                           |                                        |           |      |
| Quelle: Hürriyet  |                           |                                        |           |      |

#### Adana
| Kandidaten        | Kandidaten             | Parteien                               | Stimmen   | %    |
| ----------------- | ---------------------- | -------------------------------------- | --------- | ---- |
|                   | Zeydan Karalargewählt  | Cumhuriyet Halk Partisi                | 550.388   | 46,6 |
|                   | Fatih Mehmet Kocaispir | Adalet ve Kalkınma Partisi             | 442.486   | 37,4 |
|                   | Mahfuz Güleryüz        | Halkların Eşitlik ve Demokrasi Partisi | 66.221    | 5,6  |
|                   | Ayyüce Türkeş          | İyi Parti                              | 50.373    | 4,3  |
|                   | Selahattin Baysal      | Yeniden Refah Partisi                  | 22.090    | 1,9  |
|                   | Umut Yanar             | Zafer Partisi                          | 16.728    | 1,4  |
|                   | Salih Demir            | Hür Dava Partisi                       | 6.944     | 0,6  |
|                   | Hüseyin Acarlar        | Saadet Partisi                         | 6.675     | 0,6  |
|                   | Hamza Milli            | Demokrasi ve Atılım Partisi            | 2.489     | 0,2  |
|                   | Eyyup Kebude           | Yeni Türkiye Partisi                   | 2.350     | 0,2  |
|                   | Sonstige               | –                                      | 15.299    | 1,3  |
| Gesamt            | Gesamt                 | Gesamt                                 | 1.182.043 | 100  |
|                   |                        |                                        |           |      |
| Ungültige Stimmen | Ungültige Stimmen      | Ungültige Stimmen                      | 56.043    | 4,5  |
| Wähler            | Wähler                 | Wähler                                 | 1.238.086 | 76,0 |
| Wahlberechtigte   | Wahlberechtigte        | Wahlberechtigte                        | 1.629.953 |      |
|                   |                        |                                        |           |      |
| Quelle: Hürriyet  |                        |                                        |           |      |

#### Gaziantep
| Kandidaten        | Kandidaten         | Parteien                               | Stimmen   | %    |
| ----------------- | ------------------ | -------------------------------------- | --------- | ---- |
|                   | Fatma Şahingewählt | Adalet ve Kalkınma Partisi             | 358.590   | 38,8 |
|                   | Muzaffer Ertürk    | Cumhuriyet Halk Partisi                | 259.679   | 28,1 |
|                   | Şükrü Yılmaz       | Yeniden Refah Partisi                  | 159.158   | 17,2 |
|                   | Selman Tutumlu     | Halkların Eşitlik ve Demokrasi Partisi | 50.517    | 5,5  |
|                   | Mehmet Pamuk       | Zafer Partisi                          | 23.636    | 2,6  |
|                   | Yaşar Sağlam       | İyi Parti                              | 15.898    | 1,7  |
|                   | Mehmet Nakşi Erat  | Hür Dava Partisi                       | 13.929    | 1,5  |
|                   | Ahmet Cengiz       | Saadet Partisi                         | 12.810    | 1,4  |
|                   | Selman Tutumlu     | Demokrasi ve Atılım Partisi            | 4.786     | 0,5  |
|                   | Ömer Faruk Boztepe | Bağımsız Türkiye Partisi               | 3.029     | 0,3  |
|                   | Sonstige           | –                                      | 21.482    | 2,3  |
| Gesamt            | Gesamt             | Gesamt                                 | 923.514   | 100  |
|                   |                    |                                        |           |      |
| Ungültige Stimmen | Ungültige Stimmen  | Ungültige Stimmen                      | 55.724    | 5,7  |
| Wähler            | Wähler             | Wähler                                 | 979.238   | 70,8 |
| Wahlberechtigte   | Wahlberechtigte    | Wahlberechtigte                        | 1.383.866 |      |
|                   |                    |                                        |           |      |
| Quelle: Hürriyet  |                    |                                        |           |      |

#### Konya
| Kandidaten        | Kandidaten                | Parteien                               | Stimmen   | %    |
| ----------------- | ------------------------- | -------------------------------------- | --------- | ---- |
|                   | Uğur İbrahim Altaygewählt | Adalet ve Kalkınma Partisi             | 586.444   | 49,4 |
|                   | Mehmet Köseoğlu           | Yeniden Refah Partisi                  | 278.317   | 23,5 |
|                   | İsmail Sonkaya            | Cumhuriyet Halk Partisi                | 151.507   | 12,8 |
|                   | Ayhan Milci               | Zafer Partisi                          | 40.254    | 3,4  |
|                   | Abdulkadir Karaduman      | Saadet Partisi                         | 40.130    | 3,4  |
|                   | Abdullah Yıldırım         | İyi Parti                              | 35.049    | 3,0  |
|                   | Bülent Kılıç              | Halkların Eşitlik ve Demokrasi Partisi | 21.181    | 1,8  |
|                   | Seyit Karaca              | Demokrasi ve Atılım Partisi            | 6.273     | 0,5  |
|                   | Mustafa Nazmi Baş         | Demokrat Parti                         | 5.130     | 0,4  |
|                   | Çetin Acu                 | Hür Dava Partisi                       | 3.443     | 0,3  |
|                   | Sonstige                  | –                                      | 18.632    | 1,6  |
| Gesamt            | Gesamt                    | Gesamt                                 | 1.186.360 | 100  |
|                   |                           |                                        |           |      |
| Ungültige Stimmen | Ungültige Stimmen         | Ungültige Stimmen                      | 67.432    | 5,4  |
| Wähler            | Wähler                    | Wähler                                 | 1.253.792 | 76,0 |
| Wahlberechtigte   | Wahlberechtigte           | Wahlberechtigte                        | 1.649.557 |      |
|                   |                           |                                        |           |      |
| Quelle: Hürriyet  |                           |                                        |           |      |

#### Antalya
| Kandidaten        | Kandidaten             | Parteien                               | Stimmen   | %    |
| ----------------- | ---------------------- | -------------------------------------- | --------- | ---- |
|                   | Muhittin Böcekgewählt  | Cumhuriyet Halk Partisi                | 706.877   | 48,7 |
|                   | Hakan Tütüncü          | Adalet ve Kalkınma Partisi             | 580.891   | 40,0 |
|                   | Kemal Bülbül           | Halkların Eşitlik ve Demokrasi Partisi | 45.070    | 3,1  |
|                   | Nesrin Ünal            | İyi Parti                              | 38.876    | 2,7  |
|                   | Oğuz Ersöz             | Zafer Partisi                          | 24.128    | 1,7  |
|                   | Ümit Özkurt            | Yeniden Refah Partisi                  | 17.123    | 1,2  |
|                   | Hasan Hüseyin Ataşoğlu | Demokrat Parti                         | 8.423     | 0,6  |
|                   | Ersan Bilgin           | Saadet Partisi                         | 6.271     | 0,4  |
|                   | Mehmet İlteber Bahadır | Bağımsız Türkiye Partisi               | 4.690     | 0,3  |
|                   | Nazlı Ece Mutlu        | Türkiye Komünist Partisi               | 2.809     | 0,2  |
|                   | Sonstige               | –                                      | 16.111    | 1,1  |
| Gesamt            | Gesamt                 | Gesamt                                 | 1.451.269 | 100  |
|                   |                        |                                        |           |      |
| Ungültige Stimmen | Ungültige Stimmen      | Ungültige Stimmen                      | 60.056    | 4,0  |
| Wähler            | Wähler                 | Wähler                                 | 1.511.325 | 78,5 |
| Wahlberechtigte   | Wahlberechtigte        | Wahlberechtigte                        | 1.925.935 |      |
|                   |                        |                                        |           |      |
| Quelle: Hürriyet  |                        |                                        |           |      |

#### Diyarbakır
| Kandidaten        | Kandidaten                    | Parteien                               | Stimmen   | %    |
| ----------------- | ----------------------------- | -------------------------------------- | --------- | ---- |
|                   | Ayşe Serra Bucak Küçükgewählt | Halkların Eşitlik ve Demokrasi Partisi | 463.022   | 64,1 |
|                   | Mehmet Halis Bilden           | Adalet ve Kalkınma Partisi             | 121.571   | 16,8 |
|                   | Faruk Dinç                    | Hür Dava Partisi                       | 53.063    | 7,3  |
|                   | Hikmet Kaplan                 | Yeniden Refah Partisi                  | 26.637    | 3,7  |
|                   | Cafer Pekdemir                | Cumhuriyet Halk Partisi                | 25.221    | 3,5  |
|                   | Cenap Ekinci                  | Demokrasi ve Atılım Partisi            | 8.332     | 1,2  |
|                   | Muhammed Sabır Fırat          | Saadet Partisi                         | 5.080     | 0,7  |
|                   | Mahmut Tatar                  | Zafer Partisi                          | 3.722     | 0,5  |
|                   | Ahmet Çakır                   | İyi Parti                              | 3.091     | 0,4  |
|                   | Davut Şanlı                   | Türkiye Komünist Partisi               | 2.928     | 0,4  |
|                   | Sonstige                      | –                                      | 9.740     | 1,3  |
| Gesamt            | Gesamt                        | Gesamt                                 | 722.407   | 100  |
|                   |                               |                                        |           |      |
| Ungültige Stimmen | Ungültige Stimmen             | Ungültige Stimmen                      | 61.533    | 7,8  |
| Wähler            | Wähler                        | Wähler                                 | 783.940   | 67,3 |
| Wahlberechtigte   | Wahlberechtigte               | Wahlberechtigte                        | 1.164.129 |      |
|                   |                               |                                        |           |      |
| Quelle: Hürriyet  |                               |                                        |           |      |

#### Mersin
| Kandidaten        | Kandidaten          | Parteien                    | Stimmen   | %    |
| ----------------- | ------------------- | --------------------------- | --------- | ---- |
|                   | Vahap Seçergewählt  | Cumhuriyet Halk Partisi     | 625.102   | 59,5 |
|                   | Serdar Soydan       | Milliyetçi Hareket Partisi  | 326.041   | 31,0 |
|                   | Mahmut Bülent Özkan | İyi Parti                   | 36.210    | 3,4  |
|                   | İzzeddin Alkan      | Yeniden Refah Partisi       | 12.307    | 1,2  |
|                   | Emircan Çatıkkaş    | Zafer Partisi               | 11.178    | 1,1  |
|                   | Celalettin Denli    | Memleket Partisi            | 6.818     | 0,6  |
|                   | Tahir Uysal         | Hür Dava Partisi            | 6.576     | 0,6  |
|                   | Soner Çontar        | Saadet Partisi              | 4.657     | 0,4  |
|                   | Güran Dinçer        | Demokrasi ve Atılım Partisi | 3.619     | 0,3  |
|                   | Bünyamin Çelik      | Demokrat Parti              | 2.318     | 0,2  |
|                   | Sonstige            | –                           | 15.499    | 1,5  |
| Gesamt            | Gesamt              | Gesamt                      | 1.050.325 | 100  |
|                   |                     |                             |           |      |
| Ungültige Stimmen | Ungültige Stimmen   | Ungültige Stimmen           | 48.818    | 4,4  |
| Wähler            | Wähler              | Wähler                      | 1.099.143 | 79,0 |
| Wahlberechtigte   | Wahlberechtigte     | Wahlberechtigte             | 1.392.176 |      |
|                   |                     |                             |           |      |
| Quelle: Hürriyet  |                     |                             |           |      |

## Wahl des Bürgermeisters
- Belediye başkanlığı seçimleri

### Nationale Zusammenfassung
| Wahl              | Wahl                                   | Stimmen    | %    |  |
| ----------------- | -------------------------------------- | ---------- | ---- |  |
|                   | Cumhuriyet Halk Partisi                | 17.391.548 | 37,8 |  |
|                   | Adalet ve Kalkınma Partisi             | 16.339.771 | 35,5 |  |
|                   | Yeniden Refah Partisi                  | 2.851.784  | 6,2  |  |
|                   | Halkların Eşitlik ve Demokrasi Partisi | 2.625.588  | 5,7  |  |
|                   | Milliyetçi Hareket Partisi             | 2.297.662  | 5,0  |  |
|                   | İyi Parti                              | 1.735.924  | 3,8  |  |
|                   | Zafer Partisi                          | 800.905    | 1,7  |  |
|                   | Saadet Partisi                         | 503.210    | 1,1  |  |
|                   | Hür Dava Partisi                       | 253.648    | 0,6  |  |
|                   | Büyük Birlik Partisi                   | 200.301    | 0,4  |  |
|                   | Demokrasi ve Atılım Partisi            | 150.600    | 0,3  |  |
|                   | Bağımsız Türkiye Partisi               | 113.043    | 0,2  |  |
|                   | Demokrat Parti                         | 92.166     | 0,2  |  |
|                   | Memleket Partisi                       | 78.289     | 0,2  |  |
|                   | Türkiye İşçi Partisi                   | 71.108     | 0,2  |  |
|                   | Türkiye Komünist Partisi               | 51.303     | 0,1  |  |
|                   | Demokratik Sol Parti                   | 48.516     | 0,1  |  |
|                   | Vatan Partisi                          | 43.240     | 0,1  |  |
|                   | Yeni Türkiye Partisi                   | 42.646     | 0,1  |  |
|                   | Millet Partisi                         | 38.578     | 0,1  |  |
|                   | Gelecek Partisi                        | 34.212     | 0,1  |  |
|                   | Hak ve Özgürlükler Partisi             | 31.633     | 0,1  |  |
|                   | Emek Partisi                           | 29.985     | 0,1  |  |
|                   | Sol Parti                              | 22.810     | 0,0  |  |
|                   | Sonstige < 0,05 %                      | 88.042     | 0,2  |  |
|                   | Unabhängige                            | 108.144    | 0,2  |  |
| Gesamt            | Gesamt                                 | 46.044.656 | 100  |  |
|                   |                                        |            |      |  |
| Ungültige Stimmen | Ungültige Stimmen                      | 2.210.042  | 4,6  |  |
| Wähler            | Wähler                                 | 48.254.698 | 78,6 |  |
| Wahlberechtigte   | Wahlberechtigte                        | 61.430.934 |      |  |
|                   |                                        |            |      |  |
| Quelle: Yenisafak |                                        |            |      |  |

### Zusammenfassung in den 81 Provinzhauptstädten
| Partei | Partei                                 | Anzahl | +/- |
| ------ | -------------------------------------- | ------ | --- |
|        | Cumhuriyet Halk Partisi                | 35     | ▲14 |
|        | Adalet ve Kalkınma Partisi             | 24     | ▼15 |
|        | Yeniden Refah Partisi                  | 2      | ▲2  |
|        | Halkların Eşitlik ve Demokrasi Partisi | 10     | ▲2  |
|        | Milliyetçi Hareket Partisi             | 8      | ▼3  |
|        | İyi Parti                              | 1      | ▲1  |
|        | Büyük Birlik Partisi                   | 1      | ▲1  |
|        | Türkiye Komünist Partisi               | –      | ▼1  |
| Gesamt | Gesamt                                 | 81     | –   |

### Ergebnisse nach Städten

#### Istanbul
| Kandidaten        | Kandidaten            | Parteien                               | Stimmen    | %    |
| ----------------- | --------------------- | -------------------------------------- | ---------- | ---- |
|                   | Ekrem İmamoğlugewählt | Cumhuriyet Halk Partisi                | 4.079.746  | 46,9 |
|                   | Murat Kurum           | Adalet ve Kalkınma Partisi             | 3.432.852  | 39,5 |
|                   | Mehmet Altınöz        | Yeniden Refah Partisi                  | 295.330    | 3,4  |
|                   | Azmi Karamahmutoğlu   | Zafer Partisi                          | 231.456    | 2,7  |
|                   | Meral Danış Beştaş    | Halkların Eşitlik ve Demokrasi Partisi | 127.551    | 1,5  |
|                   | Buğra Kavuncu         | İyi Parti                              | 103.905    | 1,2  |
|                   | Birol Aydın           | Saadet Partisi                         | 75.465     | 0,9  |
|                   | Sonstige              | –                                      | 351.173    | 4,0  |
| Gesamt            | Gesamt                | Gesamt                                 | 8.697.478  | 100  |
|                   |                       |                                        |            |      |
| Ungültige Stimmen | Ungültige Stimmen     | Ungültige Stimmen                      | 261.622    | 2,9  |
| Wähler            | Wähler                | Wähler                                 | 8.959.100  | 79,2 |
| Wahlberechtigte   | Wahlberechtigte       | Wahlberechtigte                        | 11.314.534 |      |
|                   |                       |                                        |            |      |
| Quelle: YSK       |                       |                                        |            |      |

#### Ankara
| Kandidaten        | Kandidaten            | Parteien                               | Stimmen   | %    |
| ----------------- | --------------------- | -------------------------------------- | --------- | ---- |
|                   | Mansur Yavaşgewählt   | Cumhuriyet Halk Partisi                | 1.651.685 | 50,2 |
|                   | Turgut Altınok        | Adalet ve Kalkınma Partisi             | 943.262   | 28,7 |
|                   | Suat Kılıç            | Yeniden Refah Partisi                  | 147.799   | 4,5  |
|                   | Cengiz Topel Yıldırım | İyi Parti                              | 95.733    | 2,9  |
|                   | Hüseyin Bartu Soral   | Zafer Partisi                          | 92.014    | 2,8  |
|                   | Gültan Kışanak        | Halkların Eşitlik ve Demokrasi Partisi | 25.169    | 0,8  |
|                   | Cafer Güneş           | Saadet Partisi                         | 21.145    | 0,6  |
|                   | Celal Mümtaz Akıncı   | Demokrasi ve Atılım Partisi            | 10.672    | 0,3  |
|                   | Zafer Burak Hasar     | Memleket Partisi                       | 7.054     | 0,2  |
|                   | Serkan Ünver          | Yeni Türkiye Partisi                   | 4.690     | 0,1  |
|                   | Sonstige              | –                                      | 291.698   | 8,9  |
| Gesamt            | Gesamt                | Gesamt                                 | 3.290.921 | 100  |
|                   |                       |                                        |           |      |
| Ungültige Stimmen | Ungültige Stimmen     | Ungültige Stimmen                      | 123.681   | 3,6  |
| Wähler            | Wähler                | Wähler                                 | 3.414.602 | 79,3 |
| Wahlberechtigte   | Wahlberechtigte       | Wahlberechtigte                        | 4.304.874 |      |
|                   |                       |                                        |           |      |
| Quelle: YSK       |                       |                                        |           |      |

## Wahl des Gemeinderates
- Belediye meclis üyeliği seçimleri

### Istanbul
| Listen            | Listen                                 | Stimmen    | %    | Mandate |
| ----------------- | -------------------------------------- | ---------- | ---- | ------- |
|                   | Cumhuriyet Halk Partisi                | 3.979.463  | 45,8 | 185     |
|                   | Adalet ve Kalkınma Partisi             | 3.323.336  | 38,2 | 120     |
|                   | Yeniden Refah Partisi                  | 326.764    | 3,8  | –       |
|                   | Zafer Partisi                          | 314.437    | 3,6  | –       |
|                   | Halkların Eşitlik ve Demokrasi Partisi | 151.462    | 1,7  | –       |
|                   | İyi Parti                              | 129.413    | 1,5  | –       |
|                   | Saadet Partisi                         | 84.762     | 1,0  | –       |
|                   | Sonstige                               | 381.249    | 4,4  | 9       |
| Gesamt            | Gesamt                                 | 8.690.886  | 100  | 314     |
|                   |                                        |            |      |         |
| Ungültige Stimmen | Ungültige Stimmen                      | 268.713    | 3,0  |         |
| Wähler            | Wähler                                 | 8.959.599  | 79,2 |         |
| Wahlberechtigte   | Wahlberechtigte                        | 11.314.534 |      |         |
|                   |                                        |            |      |         |
| Quelle: YSK       |                                        |            |      |         |

## Wahl des Provinzrates
- İl genel meclisi üyelikleri (51 Provinzen)

### Zusammenfassung
| Listen                       | Listen                                 | Stimmen    | %    | Mandate |
| ---------------------------- | -------------------------------------- | ---------- | ---- | ------- |
|                              | Adalet ve Kalkınma Partisi             | 3.304.092  | 32,2 | 592     |
|                              | Cumhuriyet Halk Partisi                | 2.384.303  | 23,2 | 300     |
|                              | Milliyetçi Hareket Partisi             | 1.709.671  | 16,6 | 207     |
|                              | Halkların Eşitlik ve Demokrasi Partisi | 810.328    | 7,9  | 132     |
|                              | Yeniden Refah Partisi                  | 668.090    | 6,5  | 22      |
|                              | İyi Parti                              | 522.035    | 5,1  | 14      |
|                              | Büyük Birlik Partisi                   | 201.258    | 2,0  | 11      |
|                              | Saadet Partisi                         | 139.667    | 1,4  | –       |
|                              | Hür Dava Partisi                       | 115.753    | 1,1  | –       |
|                              | Zafer Partisi                          | 111.734    | 1,1  | –       |
|                              | Demokrasi ve Atılım Partisi            | 55.885     | 0,5  | 1       |
|                              | Bağımsız Türkiye Partisi               | 42.728     | 0,4  | –       |
|                              | Türkiye İşçi Partisi                   | 33.239     | 0,3  | 1       |
|                              | Demokrat Parti                         | 31.788     | 0,3  | –       |
|                              | Gelecek Partisi                        | 19.837     | 0,2  | –       |
|                              | Sol Parti                              | 19.475     | 0,2  | –       |
|                              | Millet Partisi                         | 14.775     | 0,1  | –       |
|                              | Vatan Partisi                          | 11.976     | 0,1  | –       |
|                              | Memleket Partisi                       | 8.070      | 0,1  | –       |
|                              | Emek Partisi                           | 8.045      | 0,1  | –       |
|                              | Demokratik Sol Parti                   | 7.818      | 0,1  | –       |
|                              | Milli Yol Partisi                      | 3.935      | 0,0  | –       |
|                              | Türkiye Komünist Partisi               | 1.214      | 0,0  | –       |
|                              | Hak ve Özgürlükler Partisi             | 896        | 0,0  | –       |
|                              | Anavatan Partisi                       | 638        | 0,0  | –       |
|                              | Türkiye Komünist Hareketi              | 296        | 0,0  | –       |
|                              | Adalet Birlik Partisi                  | 196        | 0,0  | –       |
|                              | Anadolu Birliği Partisi                | 27         | 0,0  | –       |
|                              | Unabhängige                            | 46.561     | 0,5  | 2       |
| Gesamt                       | Gesamt                                 | 10.274.330 | 100  | 1282    |
|                              |                                        |            |      |         |
| Quelle: Yüksek Seçim Kurulu; |                                        |            |      |         |

## Ergebnisse nach Regionen
- Wahl des Provinzrates (51 Provinzen) + Wahl des Gemeinderates in den 30 Stadtprovinzen

| Mittelmeerregion (Wahlbeteiligung 78,0 %) | Mittelmeerregion (Wahlbeteiligung 78,0 %) | Mittelmeerregion (Wahlbeteiligung 78,0 %) | Mittelmeerregion (Wahlbeteiligung 78,0 %) | Mittelmeerregion (Wahlbeteiligung 78,0 %) |
| Partei                                    | Partei                                    | Stimmen (Provinzparlamente)               | Stimmen (Provinzparlamente)               | Stimmen (Provinzparlamente)               |
| Partei                                    | Partei                                    | Anzahl                                    | in %                                      | +/- %                                     |
| ----------------------------------------- | ----------------------------------------- | ----------------------------------------- | ----------------------------------------- | ----------------------------------------- |
|                                           | Cumhuriyet Halk Partisi                   | 2.180.078                                 | 38,2                                      | +6,1                                      |
|                                           | Adalet ve Kalkınma Partisi                | 1.425.192                                 | 25,0                                      | −6,7                                      |
|                                           | Milliyetçi Hareket Partisi                | 684.357                                   | 12,0                                      | −3,6                                      |
|                                           | İyi Parti                                 | 621.785                                   | 6,5                                       | −4,0                                      |
|                                           | Yeniden Refah Partisi                     | 330.270                                   | 5,8                                       | +5,8                                      |
|                                           | Halkların Eşitlik ve Demokrasi Partisi    | 153.285                                   | 3,0                                       | +0,4                                      |
|                                           | Zafer Partisi                             | 117.318                                   | 2,1                                       | +2,1                                      |
|                                           | Sonstige                                  | 426.912                                   | 7,4                                       | 7,4                                       |
| Gesamt                                    | Gesamt                                    | 5.707.411                                 | 100                                       | 100                                       |

| Ostanatolien (Wahlbeteiligung 72,3 %) | Ostanatolien (Wahlbeteiligung 72,3 %)  | Ostanatolien (Wahlbeteiligung 72,3 %) | Ostanatolien (Wahlbeteiligung 72,3 %) |       |
| Partei                                | Partei                                 | Stimmen (Provinzparlamente)           | Stimmen (Provinzparlamente)           |       |
| Partei                                | Partei                                 | Anzahl                                | in %                                  | +/- % |
| ------------------------------------- | -------------------------------------- | ------------------------------------- | ------------------------------------- | ----- |
|                                       | Adalet ve Kalkınma Partisi             | 880.511                               | 32,5                                  | −10,8 |
|                                       | Halkların Eşitlik ve Demokrasi Partisi | 688.576                               | 25,4                                  | +0,4  |
|                                       | Cumhuriyet Halk Partisi                | 312.627                               | 11,5                                  | +3,3  |
|                                       | Yeniden Refah Partisi                  | 304.692                               | 11,2                                  | +11,2 |
|                                       | Milliyetçi Hareket Partisi             | 162.525                               | 6,0                                   | −3,1  |
|                                       | İyi Parti                              | 85.841                                | 3,2                                   | −2,8  |
|                                       | Hür Dava Partisi                       | 53.621                                | 2,0                                   | +2,0  |
|                                       | Sonstige                               | 225.010                               | 8,2                                   | 8,2   |
| Gesamt                                | Gesamt                                 | 2.713.043                             | 100                                   | 100   |

| Ägaisregion (Wahlbeteiligung 81,5 %) | Ägaisregion (Wahlbeteiligung 81,5 %)   | Ägaisregion (Wahlbeteiligung 81,5 %) | Ägaisregion (Wahlbeteiligung 81,5 %) | Ägaisregion (Wahlbeteiligung 81,5 %) |
| Partei                               | Partei                                 | Stimmen (Provinzparlamente)          | Stimmen (Provinzparlamente)          | Stimmen (Provinzparlamente)          |
| Partei                               | Partei                                 | Anzahl                               | in %                                 | +/- %                                |
| ------------------------------------ | -------------------------------------- | ------------------------------------ | ------------------------------------ | ------------------------------------ |
|                                      | Cumhuriyet Halk Partisi                | 2.859.270                            | 44,3                                 | +4,9                                 |
|                                      | Adalet ve Kalkınma Partisi             | 1.813.425                            | 28,1                                 | −7,1                                 |
|                                      | Milliyetçi Hareket Partisi             | 548.336                              | 8,5                                  | −1,2                                 |
|                                      | İyi Parti                              | 383.966                              | 6,0                                  | −1,7                                 |
|                                      | Yeniden Refah Partisi                  | 181.911                              | 2,8                                  | +2,8                                 |
|                                      | Halkların Eşitlik ve Demokrasi Partisi | 117.092                              | 2,8                                  | +1,0                                 |
|                                      | Zafer Partisi                          | 150.386                              | 2,3                                  | +2,3                                 |
|                                      | Sonstige                               | 332.818                              | 5,2                                  | 5,2                                  |
| Gesamt                               | Gesamt                                 | 6.447.913                            | 100                                  | 100                                  |

| Südostanatolien (Wahlbeteiligung 72,2 %) | Südostanatolien (Wahlbeteiligung 72,2 %) | Südostanatolien (Wahlbeteiligung 72,2 %) | Südostanatolien (Wahlbeteiligung 72,2 %) | Südostanatolien (Wahlbeteiligung 72,2 %) |
| Partei                                   | Partei                                   | Stimmen (Provinzparlamente)              | Stimmen (Provinzparlamente)              | Stimmen (Provinzparlamente)              |
| Partei                                   | Partei                                   | Anzahl                                   | in %                                     | +/- %                                    |
| ---------------------------------------- | ---------------------------------------- | ---------------------------------------- | ---------------------------------------- | ---------------------------------------- |
|                                          | Halkların Eşitlik ve Demokrasi Partisi   | 1.282.855                                | 32,7                                     | +1,0                                     |
|                                          | Adalet ve Kalkınma Partisi               | 1.121.971                                | 28,6                                     | −15,4                                    |
|                                          | Yeniden Refah Partisi                    | 529.205                                  | 13,5                                     | +13,5                                    |
|                                          | Cumhuriyet Halk Partisi                  | 448.109                                  | 11,4                                     | +3,8                                     |
|                                          | Hür Dava Partisi                         | 165.724                                  | 4,2                                      | +4,2                                     |
|                                          | Milliyetçi Hareket Partisi               | 85.887                                   | 2,2                                      | −0,3                                     |
|                                          | Sonstige                                 | 292.202                                  | 7,4                                      | 7,4                                      |
| Gesamt                                   | Gesamt                                   |                                          | 100                                      | 100                                      |

| Zentralanatolien (Wahlbeteiligung 78,9 %) | Zentralanatolien (Wahlbeteiligung 78,9 %) | Zentralanatolien (Wahlbeteiligung 78,9 %) | Zentralanatolien (Wahlbeteiligung 78,9 %) | Zentralanatolien (Wahlbeteiligung 78,9 %) |
| Partei                                    | Partei                                    | Stimmen (Provinzparlamente)               | Stimmen (Provinzparlamente)               | Stimmen (Provinzparlamente)               |
| Partei                                    | Partei                                    | Anzahl                                    | in %                                      | +/- %                                     |
| ----------------------------------------- | ----------------------------------------- | ----------------------------------------- | ----------------------------------------- | ----------------------------------------- |
|                                           | Cumhuriyet Halk Partisi                   | 2.497.276                                 | 33,2                                      | +7,8                                      |
|                                           | Adalet ve Kalkınma Partisi                | 2.408.763                                 | 32,0                                      | −15                                       |
|                                           | Milliyetçi Hareket Partisi                | 693.622                                   | 9,2                                       | −0,6                                      |
|                                           | Yeniden Refah Partisi                     | 685.287                                   | 9,1                                       | +9,1                                      |
|                                           | İyi Parti                                 | 372.064                                   | 4,9                                       | −4,2                                      |
|                                           | Büyük Birlik Partisi                      | 237.731                                   | 3,2                                       | −0,7                                      |
|                                           | Zafer Partisi                             | 231.901                                   | 3,1                                       | +3,1                                      |
|                                           | Sonstige                                  | 401.746                                   | 5,3                                       | 5,3                                       |
| Gesamt                                    | Gesamt                                    | 7.528.390                                 | 100                                       | 100                                       |

| Schwarzmeerregion (Wahlbeteiligung 81,5 %) | Schwarzmeerregion (Wahlbeteiligung 81,5 %) | Schwarzmeerregion (Wahlbeteiligung 81,5 %) | Schwarzmeerregion (Wahlbeteiligung 81,5 %) | Schwarzmeerregion (Wahlbeteiligung 81,5 %) |
| Partei                                     | Partei                                     | Stimmen (Provinzparlamente)                | Stimmen (Provinzparlamente)                | Stimmen (Provinzparlamente)                |
| Partei                                     | Partei                                     | Anzahl                                     | in %                                       | +/- %                                      |
| ------------------------------------------ | ------------------------------------------ | ------------------------------------------ | ------------------------------------------ | ------------------------------------------ |
|                                            | Adalet ve Kalkınma Partisi                 | 1.747.033                                  | 37,0                                       | −12,2                                      |
|                                            | Cumhuriyet Halk Partisi                    | 1.225.022                                  | 25,9                                       | +6,3                                       |
|                                            | Milliyetçi Hareket Partisi                 | 623.399                                    | 13,2                                       | −2,8                                       |
|                                            | Yeniden Refah Partisi                      | 442.882                                    | 9,4                                        | +9,4                                       |
|                                            | İyi Parti                                  | 339.703                                    | 7,2                                        | −2,0                                       |
|                                            | Sonstige                                   | 344.472                                    | 8,3                                        | 8,3                                        |
| Gesamt                                     | Gesamt                                     | 4.722.511                                  | 100                                        | 100                                        |

| Marmararegion (Wahlbeteiligung 79,3 %) | Marmararegion (Wahlbeteiligung 79,3 %) | Marmararegion (Wahlbeteiligung 79,3 %) | Marmararegion (Wahlbeteiligung 79,3 %) | Marmararegion (Wahlbeteiligung 79,3 %) |
| Partei                                 | Partei                                 | Stimmen (Provinzparlamente)            | Stimmen (Provinzparlamente)            | Stimmen (Provinzparlamente)            |
| Partei                                 | Partei                                 | Anzahl                                 | in                                     |                                        |
| -------------------------------------- | -------------------------------------- | -------------------------------------- | -------------------------------------- | -------------------------------------- |
|                                        | Cumhuriyet Halk Partisi                | 6.269.597                              | 42,5                                   | +5,8                                   |
|                                        | Adalet ve Kalkınma Partisi             | 5.454.603                              | 37,0                                   | −8,7                                   |
|                                        | Yeniden Refah Partisi                  | 716.264                                | 4,9                                    | +4,9                                   |
|                                        | İyi Parti                              | 505.690                                | 3,4                                    | −1,9                                   |
|                                        | Zafer Partisi                          | 496.985                                | 3,4                                    | +3,4                                   |
|                                        | Sonstige                               | 1.822.817                              | 8,                                     | 8,                                     |
| Gesamt                                 | Gesamt                                 | 14.760.266                             | 100                                    | 100                                    |